# 盜取帳號
盜取帳號指的是未經該帳號所有人的同意，使用不正之手段，如：利用木馬病毒、鍵盤側錄程式（Keylogger）側錄個人資料、攔截帳號使用者傳送的資料封包，或是利用釣魚網站誘騙不知情使用者輸入資料以獲得使用者帳號、密碼。
盜取帳號的對象包括網路遊戲、網路銀行及任何網路服務（如電子郵件等）的帳號及密碼。普遍來說，此類盜取帳號的行為，沒有直接導致他人蒙受金錢上的損失，所以警察不會調查，犯罪程度視乎該地法律而定。在一般遊戲之中盜取帳號引致他人損失虛擬寶物，在許多國家及地區也可以盜竊罪、電腦犯罪或其它罪名起訴。

## 遊戲公司洩漏個資
遊戲公司如果不嚴格把關遊戲玩家個人資料，有可能造成帳號密碼被洩漏出去，導致玩家帳號被盜。

## 外部連結
- 新华网广东频道：全国最大盗窃网絡虚拟财产案深圳告破
- 法務部全球資訊網：線上遊戲虛擬竊案之探索－以天堂遊戲盜寶案為例 （页面存档备份，存于）